# 対地兵器

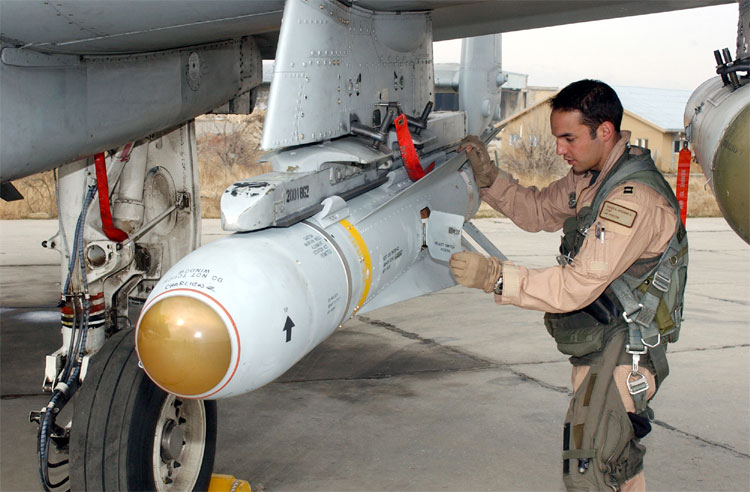
A-10に搭載されたAGM-65

対地兵器（たいちへいき）は、車両、建造物、滑走路、陣地、兵員などの地上目標を撃破するための兵器。主に地上から発射される地対地兵器、航空機から発射又は投下される空対地兵器、艦船から発射される艦対地兵器がある。対地防御兵器も含まれる。

## 空対地兵器
- 空対地ミサイル
  - 汎用
    - AGM-65 マーベリック

  - 対レーダーミサイル
    - AGM-88 HARM
- 爆弾
  - 無誘導爆弾（自由落下爆弾）
    - 汎用爆弾 (General-purpose bomb)
    - クラスター爆弾
    - 地中貫通爆弾（バンカーバスター）
      - GBU-28

    - 滑走路破壊爆弾 (Tarmac-shredding penetration bombs)
      - デュランダル

    - 核爆弾

  - 誘導爆弾
    - レーダー誘導爆弾
      - ASM-N-2 BAT

    - レーザー誘導爆弾 (LGB)
    - カメラ誘導爆弾
      - AGM-62 ウォールアイ

    - GPS誘導爆弾
      - JDAM（GPS誘導）

    - INS誘導爆弾
      - 小直径爆弾（INS/赤外線誘導）